# Lagoecia cuminoides
Lagoecia és un gènere monotípic de plantes herbàcies que pertany a la família Apiaceae. La seva única espècie és Lagoecia cuminoides, és planta nativa de la regió mediterrània, també als Països Catalans.

## Descripció
Arriba a fer 7-35 cm d'alt. Herba erecta, glabra, simple o poc ramificada. Fulles pinnaticompostes, de 4-15 x 0,4-1,5 cm, amb el pecíol alat i folíols nombrosos; pètalsblancs; fruit de 2 mm amb pèls claviformes. Floreix de març a abril.

## Distribució i hàbitat
Es troba des de la península Ibèrica a Palestina i estenent-se fins Irak i l'Iran, en erms terofítics en terrenys calcaris a les contrades mediterrànies marítimes (territori diànic) comarca de la Costera entre els300 i 400 m d'altitud. A laPenínsula Ibèrica només es troba a la seva meitat sud.

## Taxonomia
Lagoecia cuminoides va ser descrita per Linnaeus i publicada a Species Plantarum 59. 1753.
Citologia
Nombre de cromosomes de Lagoecia cuminoides : 
2n=16
Sinònims
- Cuminoides obliqua Moench	[5]